# Logan (Ohio)
Logan è una località degli Stati Uniti d'America, capoluogo della contea di Hocking, nello Stato dell'Ohio.